# Nikolai Pàtruixev
Nikolai Platónovitx Pàtruixev (en rus: Никола́й Плато́нович Па́трушев; Leningrad, 11 de juliol de 1951) és un polític, oficial de seguretat i oficial d'intel·ligència rus que exerceix com a secretari del Consell de Seguretat de Rússia des de l'any 2008. Anteriorment, va exercir com a director del Servei Federal de Seguretat (FSB) de 1999 a 2008. Pàtruixev pertany al siloviki del cercle íntim del president Vladimir Putin.
Des del 2008, Pàtruixev és secretari del Consell de Seguretat de Rússia, un òrgan consultiu del president que elabora les seves decisions sobre assumptes de seguretat nacional.
Després del fracàs dels plans de cop d'estat l'octubre de 2016 a Montenegro, experts, com Mark Galeotti, van mencionar Pàtruixev com el responsable del Kremlin per als Balcans, fet que es va interpretar com un enfocament cada cop més dur de Rússia a la regió, així com la importància creixent en l'estratègia de política exterior de Rússia.
Segons una publicació al compte d'Instagram d'Anastasia Vashukevich, Pàtruixev, que havia viatjat a Tailàndia a finals de febrer de 2018, va estar involucrat en la seva detenció al país asiàtic.
Pàtruixev va ser una figura important darrere de l'estratègia de seguretat nacional actualitzada de Rússia, publicada el maig de 2021. Afirma que Rússia pot utilitzar "mètodes contundents" per "frustrar o evitar accions hostils que amenacen la sobirania i la integritat territorial de la Federació Russa".
A finals de gener de 2022, durant una visita per commemorar l'aniversari del final del setge de Leningrad durant la Segona Guerra Mundial, Pàtruixev va afirmar: "No volem la guerra. No la necessitem en absolut". Va negar les acusacions que Rússia planejava envair Ucraïna, i va qualificar les afirmacions de "completament absurdes". L'abril de 2022, Pàtruixev va declarar que "Utilitzant els seus secuaces a Kíiv, els estatunidencs, en un intent de suprimir Rússia, van decidir crear una antípoda del nostre país, escollint cínicament Ucraïna per a això, intentant dividir essencialment un sol poble. El resultat de la política d'Occident i el règim de Kíiv només pot ser la desintegració d'Ucraïna en diversos estats".